# 巴塘风毛菊
巴塘风毛菊（学名：Saussurea limprichtii），为菊科风毛菊属下的一个植物种。